# Bøg på mor med Kristtorn
Bøgeskov på morbund er bøgeskove, som står på let, ofte udvasket jord. I de mest regnrige dele af landet vil der være spredt underskov af Kristtorn. Jorden er sur, og omsætningen af førne er langsom og slutter med dannelse af morr. Enkelte steder – som f.eks. i skoven ved Salten Langsø som er vist på billedet – kan Eg være dominerende. Det skyldes en kombination af stævningsdrift og husdyrgræsning i skoven. Når successionen får lov at virke, vil det dominerende træ blive Bøg.
Bøgeskov på morbund med kristtorn er betegnelsen for en naturtype i Natura 2000-netværket, med nummeret 9120.
Denne naturtype omfattes af de to plantesamfund Ilici-Fagenion og Quercion robori-petraeae.
Blandt de karakteristiske arter i denne skovtype kan man nævne:
- Almindelig Blåbær (Vaccinium myrtillus)
- Almindelig Bøg (Fagus sylvatica)
- Almindelig Ene (Juniperus communis)
- Almindelig Kristtorn (Ilex aquifolium)
- Bølget Bunke (Deschampsia flexuosa)
- Hedelyng (Calluna vulgaris)
- Stilk-Eg (Quercus robur)
- Vild Kaprifolie (Lonicera periclymenum) = Almindelig Gedeblad